# Street Legal
Street Legal — вісімнадцятий студійний альбом американського музиканта та автора пісень Боба Ділана, виданий 15 червня 1978 року лейблом Columbia Records.

## Про альбом
Платівка стала серйозним музичним відступом для Ділана від свого звичного стилю. Для запису альбому музикант вперше використовує великий поп-рок гурт із жіночим бек-вокалом.
Після успішних альбомів «Blood on the Tracks» та «Desire», «Street-Legal» став ще один золотим записом для Ділана, але досяг лише № 11 у US Billboard charts, що зробило дану роботу першою із 1964 року, яка не потрапила у US Top 10. Хоча у Великій Британії цей альбом став найбільш продаваною платівкою, досягши № 2 у UK Albums Chart та отримавши платиновий статус із більш ніж 300 000 проданих копій (єдиний альбом, який раніше отримав таку ж сертифікацію, був The Essential Bob Dylan).

## Список пісень
| Сторона 1 | Сторона 1                | Сторона 1  |
| #         | Назва                    | Тривалість |
| --------- | ------------------------ | ---------- |
| 1.        | «Changing of the Guards» | 7:04       |
| 2.        | «New Pony»               | 4:28       |
| 3.        | «No Time to Think»       | 8:19       |
| 4.        | «Baby, Stop Crying»      | 5:19       |

| Сторона 2 | Сторона 2                                            | Сторона 2  |
| #         | Назва                                                | Тривалість |
| --------- | ---------------------------------------------------- | ---------- |
| 1.        | «Is Your Love in Vain?»                              | 4:30       |
| 2.        | «Señor (Tales of Yankee Power)»                      | 5:42       |
| 3.        | «True Love Tends to Forget»                          | 4:14       |
| 4.        | «We Better Talk This Over»                           | 4:04       |
| 5.        | «Where Are You Tonight? (Journey Through Dark Heat)» | 6:16       |